# На плечах гигантов

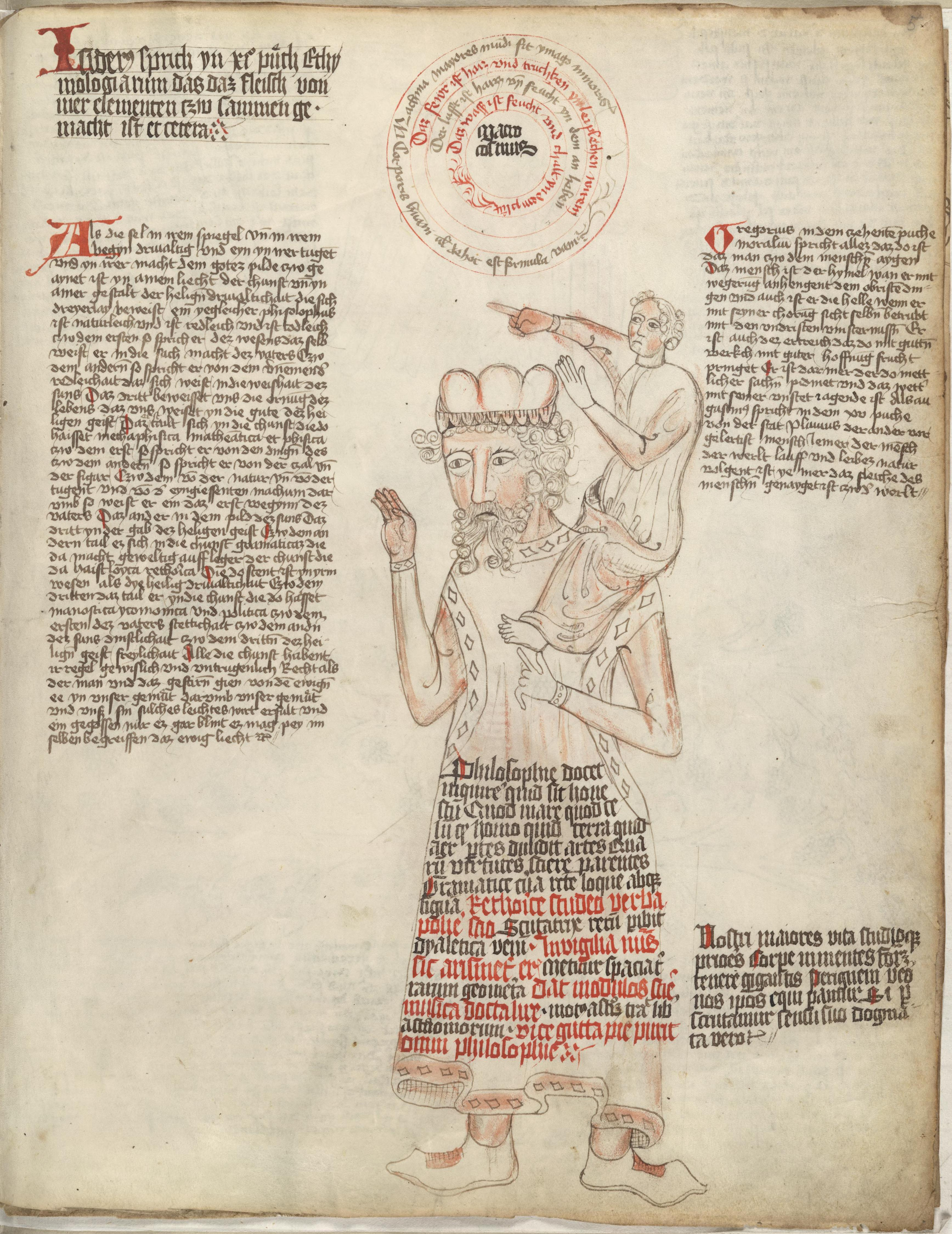
Седалион (слуга) на плечах слепого великана Ориона показывает путь своему хозяину

«На плеча́х гига́нтов», «сто́я на плеча́х гига́нтов», «ка́рлики на плеча́х велика́нов» (лат. nanos gigantum humeris insidentes, англ. standing on the shoulders of giants) — крылатая фраза и развёрнутая метафора, фразеологизм, обозначающий самую общую формулу преемственности в познании, науке или искусстве: «новые достижения с опорой на открытия предыдущих деятелей».

## Авторство
Это выражение имеет длинную историю, прослеживающуюся до XII века, а иногда и раньше. Авторство чаще всего приписывается Бернару Шартрскому. Общепризнанная атрибуция выражения известна не напрямую, а со слов Иоанна Солсберийского. В 1159 году он писал в своём труде «Металогика»: «Бернар Шартрский сравнивал нас с гномами, сидевшими на плечах великанов. Он указал, что мы видим больше и дальше, чем наши предшественники, не потому, что у нас более острое зрение или бо́льший рост, но потому что нас подняли и вознесли на высоту их гигантского роста». Однако согласно сведениям, приводимым Умберто Эко, более древнее употребление этой фразы восходит к Присциану, позднее процитированному средневековым богословом Гильомом Конхезием.

…Мы подобны карликам, усевшимся на плечах великанов; мы видим больше и дальше, чем они, не потому, что обладаем лучшим зрением, и не потому, что выше их, но потому, что они нас подняли и увеличили наш рост собственным величием…— Бернар Шартрский (в изложении Иоанна Солсберийского)

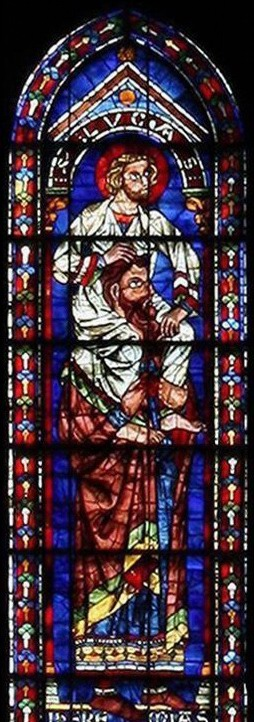
Матфей на плечах пророка Исайи

На высказывание Бернара Шартрского обратил внимание не только Иоанн Солсберийский, но и другие современники. В частности, итальянский талмудист Исайя бен Мали ди Трани в своих «респонсах» хотя и не упоминал Бернара Шартрского напрямую, но очевидно опирался на его слова: «Кто видит дальше — карлик или великан? Конечно, великан, ведь его глаза расположены выше, чем у карлика. Но если карлик находится на плечах великана, кто видит дальше?»
Прямой иллюстрацией к высказыванию Бернара Шартрского стали витражи южного трансепта Шартрского собора. Южный портал собора, построенный между 1224 и 1250 годами, использует в своём оформлении сюжетные мотивы Нового Завета с центральной композицией, посвящённой Страшному суду. В высоких арочных проёмах под большой розой по двум сторонам от пресвятой Девы Марии с младенцем изображены четыре главных пророка Ветхого Завета (Исайя, Иеремия, Иезекииль и Даниил), как гигантские фигуры, занимающие бо́льшую часть витража, а четыре евангелиста Нового Завета (Матфей, Марк, Лука и Иоанн), изображённые в реалистической манере, сидят у них на плечах, словно обычные люди или дети. По замыслу художника отчётливо читается христианская метафора: евангелисты хотя и меньше по размеру, но зато «видят и знают больше», чем иудейские пророки (поскольку они уже видели воочию того Мессию, которого предугадали и ожидали четверо ветхозаветных «гигантов»).

## История высказывания

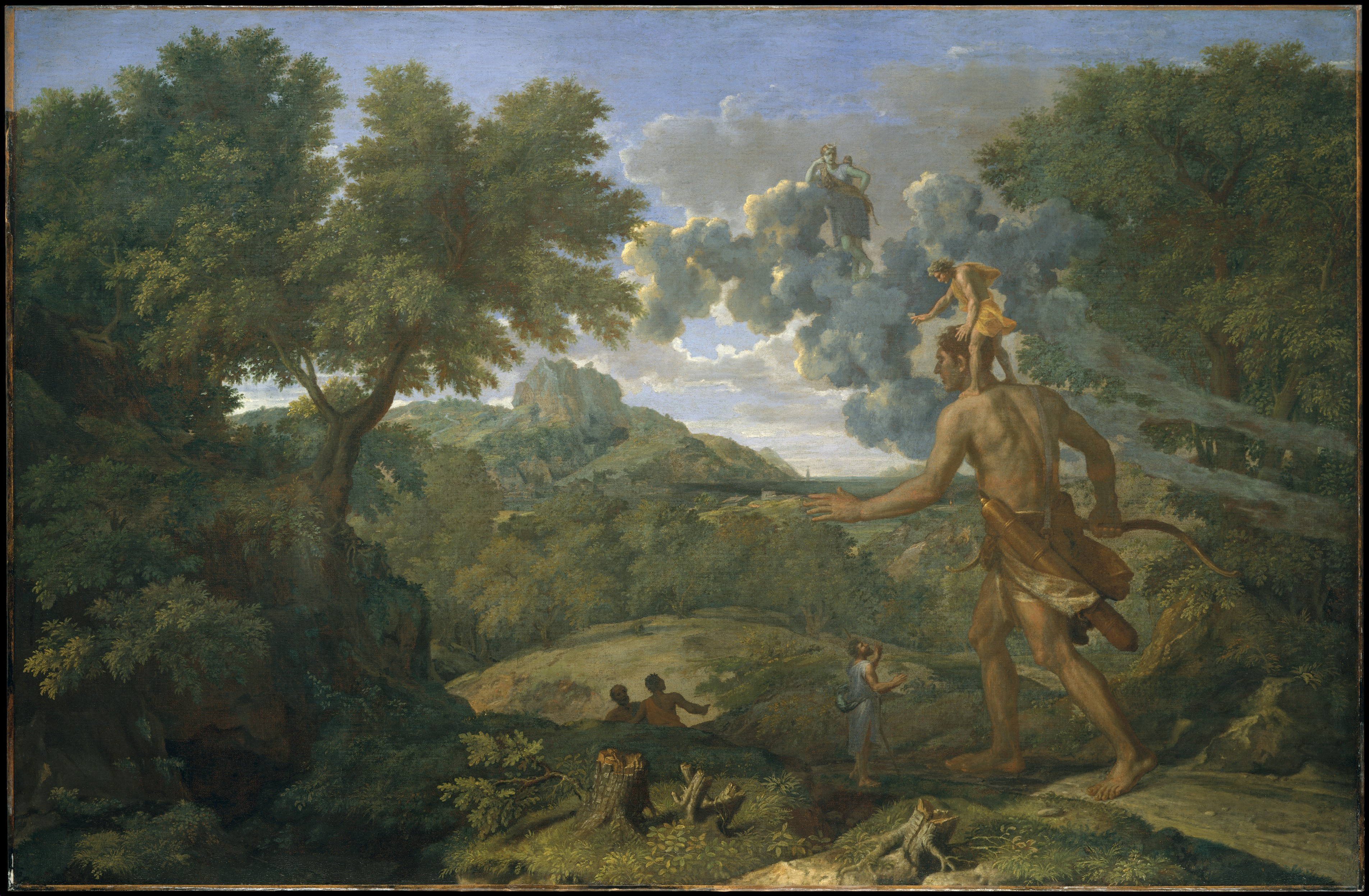
Николя Пуссен, «Слепой Орион ищет Солнце», 1658

Постепенно метафора Бернара Шартрского вошла в более широкий культурный обиход, чаще всего без упоминания автора. Причём далеко не все высказывались однозначно одобрительно. В частности, Хуан Луис Вивес в своём трактате «Об учениях» замечал почти с раздражением, что сравнение с карликами на плечах у великанов — «…неверно и глупо кем-то придуманное сравнение, которому многие приписывают великую тонкость и глубину».
Полемика вокруг старой метафоры о преемственности в культуре возникла и в Англии — в особенности после того, как в 1690 году Уильям Темпл, родственник и покровитель Джонатана Свифта, опубликовал публицистический ответ Фонтенелю под заглавием «О древнем и современном обучении» (англ. Of Ancient and Modern Learning). В этом тексте Темпл вернулся к старой метафоре, вскоре вызвавшей весьма широкую полемику в лондонской печати о сочетании древнего и нового в познании. Повторяя старую мысль Бернара Шартрского, Темпл очевидно сузил её смысл, заметив, что современный человек — это карлик, который «стоит на плечах гигантов», и, поясняя этот тезис, уточнил, что древние учёные и писатели уже имели чёткие представления о природе, а современный человек только отражает или уточняет это представление. С лёгкой руки Темпла метафора о карликах и великанах вошла в повседневный разговорный обиход, переместившись оттуда не только в произведения Свифта (в частности, «Путешествия Гулливера», где имела почти прямой вид, образующий основную линию сюжета), но и других писателей.
Правда, впоследствии (и до сегодняшнего дня) наиболее известным случаем применения цитаты стало аналогичное замечание Исаака Ньютона, сделанное в приватном письме Роберту Гуку на полтора десятка лет раньше, в 1676 году. Упомянув в одном ряду Рене Декарта и своего адресата, Ньютон сказал о своих достижениях: «Если я видел дальше других, то потому, что стоял на плечах гигантов» (If I have seen further it is by standing on the sholders of Giants). На первый взгляд эти слова выглядят как скромность или деликатность учёного, не желающего слишком выпячивать собственное превосходство. Так их обычно и понимали. Однако некоторые исследователи толкуют слова Ньютона не в прямом смысле, но как остро иронические, главным желанием и подтекстом которых стало желание побольней уязвить своего постоянного соперника и всегдашнего оппонента Гука ― горбуна, остро переживавшего свой малый рост.
В русском языке метафора Бернара Шартрского имеет несколько вариантов перевода (бытования), в целом повторяющих средневековую формулировку с незначительными расхождениями. К примеру, карлики могут упоминаться или отсутствовать, гиганты могут заменяться на великанов, а на плечах можно сидеть, стоять или располагаться каким-то иным образом.

…Мы — карлики, взобравшиеся на плечи гигантов. Мы видим больше и дальше, чем они, не потому, что взгляд у нас острее и сами мы выше, но потому, что они подняли нас вверх и воздвигли на свою гигантскую высоту.— Бернар Шартрский, вариант перевода